# Corredor sin fin
Corredor sin fin o corredor infinito (en inglés: Endless runner) es un subgénero del videojuego de plataformas en el que el personaje del jugador corre o se mueve por un campo o espacio infinito durante un tiempo indeterminado mientras evita obstáculos. El objetivo del jugador es alcanzar una puntuación alta sobreviviendo el mayor tiempo posible. El método por el cual el nivel del juego o el entorno aparecen continuamente ante el jugador es un ejemplo de generación procedimental. El género explotó en las plataformas móviles tras el éxito de Temple Run,  con Jetpack Joyride, Subway Surfers y Canabalt sirviendo como otros ejemplos populares. Su popularidad se atribuye a su modo de juego simple que funciona bien en dispositivos con pantalla táctil.

## Conceptos
Los corredores sin fin pueden ser de desplazamiento lateral, como en los primeros títulos del género, de arriba hacia abajo o en 3D, pero el jugador se encuentra en un nivel interminable en el que el personaje avanza automáticamente. La única forma de control del jugador es hacer que el personaje esquive obstáculos, ya sea sacándolos del camino o usando un botón de acción específico. Con el tiempo, se obtienen algún tipo de puntos, divisas u otras recompensas maniobrando en el nivel o simplemente permaneciendo con vida por más tiempo. El juego aumenta progresivamente en dificultad a medida que el tiempo pasa. El jugador tiene un juego terminado si los obstáculos le complican lo suficiente como para ser "arrollado" por lo que sea que esté esquivando o "atrapado" por lo que sea que lo esté persiguiendo y morir, resultando en el final de la partida.

## Historia
Los juegos más antiguos, como Quest for Tires de 1983 BC, presentaban diseños similares a los títulos modernos de corredores interminables. Sin embargo, aunque BC's Quest se consideró un éxito comercial para su época, su diseño no fue copiado. El corredor sin fin como subgénero solo se creó después del lanzamiento de Canabalt, un juego independiente de 2009 desarrollado por Adam Saltsman en el que un hombre de negocios huye de una ciudad que está siendo destruida por robots gigantes. Permite que el personaje salte y esquive obstáculos cuando se toca la pantalla, superando una limitación de diseño causada por la simplicidad de las pantallas táctiles de los teléfonos inteligentes. Adult Swim Games pronto le pidió permiso a Saltsman para adaptar el diseño de Canabalt a su propio título y lanzó Robot Unicorn Attack en 2010. Se convirtió en un meme de Internet debido a la mayor audiencia de Adult Swim y sus temas extravagantes. Después de solo unos meses, la App Store estaba llena de clones de videojuegos corredores infinitos.
El género se basó en nuevas ideas en los juegos posteriores, con Jetpack Joyride que incluye vehículos y Temple Run presentando un punto de vista 3D sobre el hombro. La serie Bit. Trip agregó elementos de juego de ritmo. A medida que pasó el tiempo, numerosas grandes franquicias adaptaron su juego a spin-offs móviles de corredores interminables, incluidos Sonic Dash de 2013 y Lara Croft: Relic Run de 2015.

## Popularidad
Los Endless runners se han hecho famosos por su adictiva jugabilidad. Esto también ha hecho que se moneticen a través del modelo Free to Play. Las tácticas de monetización utilizadas en los endless runners incluían monedas virtuales (uso de compras in-app en dispositivos móviles y soporte):
1. Progreso acelerado (para evitar la repetición de las primeras fases del juego)
2. Créditos por alargar la partida (por ejemplo, con vidas extra) y evitar que termine (pero esto suele considerarse trampa)
3. Personaliza o desbloquea nuevos personajes principales
4. Comparación de las evaluaciones sociales
5. Publicidad

En la década de 2010, numerosas grandes franquicias han adaptado su jugabilidad en endless runners para dispositivos móviles. Entre ellos se incluyen reinicios de videojuegos clásicos en endless runners, como Pitfall (2012), Rayman Jungle Run (2012), Rayman Fiesta Run y Pac-Man Dash (2013), Crossy Road (2014) y Pac-Man 256 (2015). Los títulos originales a menudo se perdían en un mar de títulos genéricos, siendo las raras excepciones Race The Sun (2013) y Alto's Adventure (2015), que recibieron críticas positivas. El juego del dinosaurio de Google (2014) se lanzó en plena moda del endless running y, en septiembre de 2018, los desarrolladores informaron de que se jugaba unos 270 millones de veces al mes. En Chrome, cuando no hay conexión a Internet y aparece el mensaje de error "No hay Internet", aparece un tiranosaurio rex "de 8 bits" en la parte superior, pero al pulsar la barra espaciadora del teclado, hacer clic en él o tocarlo en dispositivos táctiles, el tiranosaurio salta instantáneamente y se precipita por un desierto cubierto de cactus, lo que demuestra que se trata de un huevo de Pascua en forma de juego de plataformas. El objetivo es sobrevivir el mayor tiempo posible. El juego en sí es un endless runner, y no hay límite de tiempo en el juego a medida que avanza más rápido y periódicamente tonos en fondos negros. El director de la escuela o de la empresa puede cerrar el juego.
Más tarde, Microsoft hizo lo mismo con Surf (2020). Después de la década de 2010, el formato fue criticado por ser poco estimulante, especialmente para las franquicias adaptadas, y por la falta de innovación constante del género.